# Ludvig Zinck (arkæolog)
 Der er flere personer med dette navn, se Ludvig Zinck.
Ludvig Henrik Olaus Zinck (født 12. april 1833 i København, død 26. august 1902 sammesteds) var en dansk arkæolog. Han var broder til Otto Christian Zinck.
Zinck blev teologisk kandidat 1859 og virkede derefter til sin død som lærer ved Efterslægtsselskabets Skole. I sine senere år havde han en årlig statsunderstøttede til videnskabelig forskning. Til hans lærervirksomhed knytter sig skriftet Congreve, Vanbrugh og Sheridan (1859).
Han havde megen arkæologisk-etnografisk interesse og kundskab og gjorde sig fortjent ved udgivelsen af månedsskriftet Fra alle Lande (1870-83). Af refererende art, men i øvrigt et nyttigt arbejde, var: Oldsagfundene i de gamle Flodgruslag, i Aarbøger for nordisk Oldkyndighed (1867). Han var selv samler af oldsager og foretog nogle udgravninger, publicerede i Aarbøger... 1871.
I sine senere år kom han med Nordisk Arkæologi, Stenalderstudier I-II, 1890 og 1901, ind på en polemik mod de herskende retninger i arkæologien. Hans vel ordnede og oplysende oldsagssamling overgik ved testamentarisk bestemmelse for et beløb af 6000 kroner til de offentlige museer, således at der for dette beløb oprettedes et legat til fremme af kundskab om Danmarks kulturliv i oldtiden og den ældre middelalder.